# Georges Joubert
Georges Joubert, né le 5 février 1923[source secondaire souhaitée] à Vizille (France) et mort le 1er novembre 2010 à Meylan, est un ancien professeur d'éducation physique à l'unité d'enseignement et de recherche d'éducation physique et sportive de l'université scientifique et médicale de Grenoble devenu directeur des équipes de France de ski.

## Biographie
Il sort diplômé de l’École normale supérieure d'éducation physique à 21 ans. Il est titularisé en 1945 comme professeur d'éducation physique à Bourgoin (Isère) avant d'être nommé à Grenoble où il suit dans le même temps des cours de physiologie et de biomécanique à la faculté de médecine.
Parallèlement il prépare le diplôme d’aspirant-guide, et participe à la résistance dans la Compagnie Stéphane à travers les massifs du Dauphiné (Belledonne et Oisans surtout.)

## L'entraîneur et le dirigeant sportif
En 1951, il est nommé entraîneur au Grenoble Université Club (GUC)  qu’il transforme en quelques années en premier ski club français par le nombre de coureurs classés en séries nationales et par le nombre de licenciés (plus de 7000 licenciés FFS en 1969). Il en sera le président de 1953 à 1982.
Il crée l’École de ski de l’université de Grenoble et met en place une méthode et progression de l’enseignement du ski pour les étudiants.
Pionnier de l’organisation des stages de ski d’été dès 1953, ceux-ci sont fréquentés par de futurs membres de l’équipe de France tels que Cécile Prince, Annie Famose, Georges Mauduit ou l’américain Jimmy Heuga, au refuge Adèle Planchard (à 3 300 m d'altitude) puis par la suite sur le glacier de Sarenne (Alpe d’Huez), quand à l'époque les équipes nationales posaient leurs skis de mai à novembre.
Au GUC, Jean Vuarnet, qu’il entraîne, est trois ans de suite champion de France de slalom, puis champion olympique de descente en 1960 à Squaw Valley. Il y eut par la suite Patrick Russel, Perrine Pelen et beaucoup d’autres qui, grâce à ses méthodes d’entraînement performantes et adaptées accédèrent à l’élite mondiale en passant moins de temps sur la neige qu’il était traditionnellement requis.  
Cette complicité font que Joubert et Vuarnet en 1956 publient leur premier livre, Ski ABC - Technique moderne, prenant une position très différente sur l'enseignement du ski de l'époque, démontrant en grande partie par des photographies, que les meilleurs coureurs des différentes nations alpines utilisent toutes les mêmes techniques essentielles qu'ils appelleront « la technique moderne ». Cette méthode est avant tout une approche scientifique du ski, privilégiant la fonction sur la forme. C'est une petite révolution dans le monde très conservateur du ski et dès lors Georges Joubert devient le porte drapeau des "modernes", ce qui lui vaudra d'être critiqué et catalogué "d'universitaire" par certains "montagnards". Cette opposition reste associée à son travail et ce clivage n'a pas encore totalement disparu[réf. nécessaire].
Après les contre-performances de l'équipe de France aux Jeux olympiques de Sapporo en 1972, Jean Vuarnet est élu vice-président de la Fédération française de ski et président de la commission sportive nationale, Georges Joubert est nommé directeur des équipes nationales, poste qu'il occupera de 1972 à 1974, malgré le renvoi de l’équipe nationale (affaire dite de Val d’Isère) de six de ses meilleurs éléments le 15 janvier 1974,, à deux mois des Championnats du monde de Saint Moritz (1974), l’équipe de France y établit un bilan en pourcentage [?] de médailles encore inégalé avec quatre médailles, dont deux en or [lesquelles?]. Cette affaire dite de Val d'Isère reste attaché au nom de Joubert et aura profondément divisé le monde du ski durant de nombreuses années.
Georges Joubert démissionnera de ses fonctions en mai 1974 et reprendra son poste de professeur d'université à Grenoble jusqu'à la retraite en 1982 date à laquelle il quittera la présidence du GUC.
Il continue a y travailler la biomécanique, se passionne pour l’analyse très fine de la technique et il décortique tous les mouvements du ski, les rationalise en séparant ce qui est efficace et ce qui est superflu (la fonction avant la forme). 
Actif dans la recherche du matériel et du fartage, travaillant de pair avec des fabricants français et étrangers de skis et de chaussures, il apporte son expertise à l'évolution de ceux-ci.
Officiel, dirigeant et vice-président du Comité régional de ski du Dauphiné de 1951 à 1982, il reste très actif dans le milieu sportif associatif touchant au ski de compétition et à l'entraînement.

## Publications
Il a écrit huit livres sur la technique du ski entre 1956 et 1985, les six premiers en collaboration avec Jean Vuarnet. Ses livres ont été traduits en 11 langues (dont le japonais et le russe), faisant de Georges Joubert un des "auteurs-ski" le plus lu dans le monde.
Il assure la direction technique de la revue SKI FLASH (1964 à 1972) puis SKI FLASH MAGAZINE (1972 à 1984), et publie plus de cent articles techniques dans des revues françaises et étrangères (Ski français, Ski, Ski Magazine, Skieur, L'Entraîneur de ski alpin), il met en place un protocole pour les skis-tests pour le magazine Ski français.
Ses 8 ouvrages :
- Ski 1957, technique moderne, Georges Joubert et Jean Vuarnet, éditions Bressanes, 1956.
- Ski ABC technique moderne,  Georges Joubert et Jean Vuarnet, éditions Bressanes, 1957.
- Ski moderne, Georges Joubert et Jean Vuarnet, éditions Arthaud, 1960.
- Savoir skier, Georges Joubert et Jean Vuarnet, éditions Arthaud, 1963.
- Comment se perfectionner à ski, Georges Joubert et Jean Vuarnet, éditions Arthaud, 1966.
- Pour apprendre soi-même à skier[16], par Georges Joubert (préface de Jean Vuarnet), éditions Arthaud, 1970.
- Le Ski : un art, une technique, Georges Joubert, éditions Arthaud, 1978.
- Guide pratique pour mieux skier[17] : s'analyser, se corriger, apprendre soi-même, faire skier ses enfants, le monoski, l'équipement, Georges Joubert , éditions Arthaud, 1985.

## Filmographie
Réalisateur de trois films, qui lui permirent de mettre en images sa technique de ski :
- Ski godille, réalisé en collaboration avec Jack Lesage, Cinepress, 1958[18].
- Ski détente réalisé en collaboration avec René Collet et Jack Lesage, Cinepress, 1961[19].
- Savoir skier en 7 jours, réalisé en collaboration avec Jack Lesage, Cinepress, 1963.